# Liste der Monuments historiques in Ohlungen
Die Liste der Monuments historiques in Ohlungen führt die Monuments historiques in der französischen Gemeinde Ohlungen auf.

## Liste der Bauwerke
| Bezeichnung   | Beschreibung                                                                              | Standort                  | Kennzeichnung | Schutzstatus | Datum | Bild |
| ------------- | ----------------------------------------------------------------------------------------- | ------------------------- | ------------- | ------------ | ----- | ---- |
| Marienkapelle | in der Nordmauer: Monumentalkreuz, bezeichnet 1770, und Inschriftenstein, bezeichnet 1817 | westlich des Ortes (Lage) | PA00084874    | Inscrit      | 1935  |      |